# Dirasha
Dirasha (Dhirayta, auch bekannt als Dhirasha, Derashe, Dhiraytata, Diraasha, Dirashitata, Dirayta, Diraytata, Diraytta, Gardulla, Gedoligna, Ghidole und Gidole) ist eine tieflandostkuschitische Sprache, welche von 80.500 Personen westlich des Chamosees im Gebiet der Stadt Gidole gesprochen wird.
Die offizielle Schrift ist die lateinische Schrift, wobei in der Kirchenliteratur seit 2010 auch die äthiopische Schrift verwendet wird.
Sprecher sprechen häufig nebst Dirasha auch Amharisch, Bussa, Oromo und/oder Konso.